# George Savvas

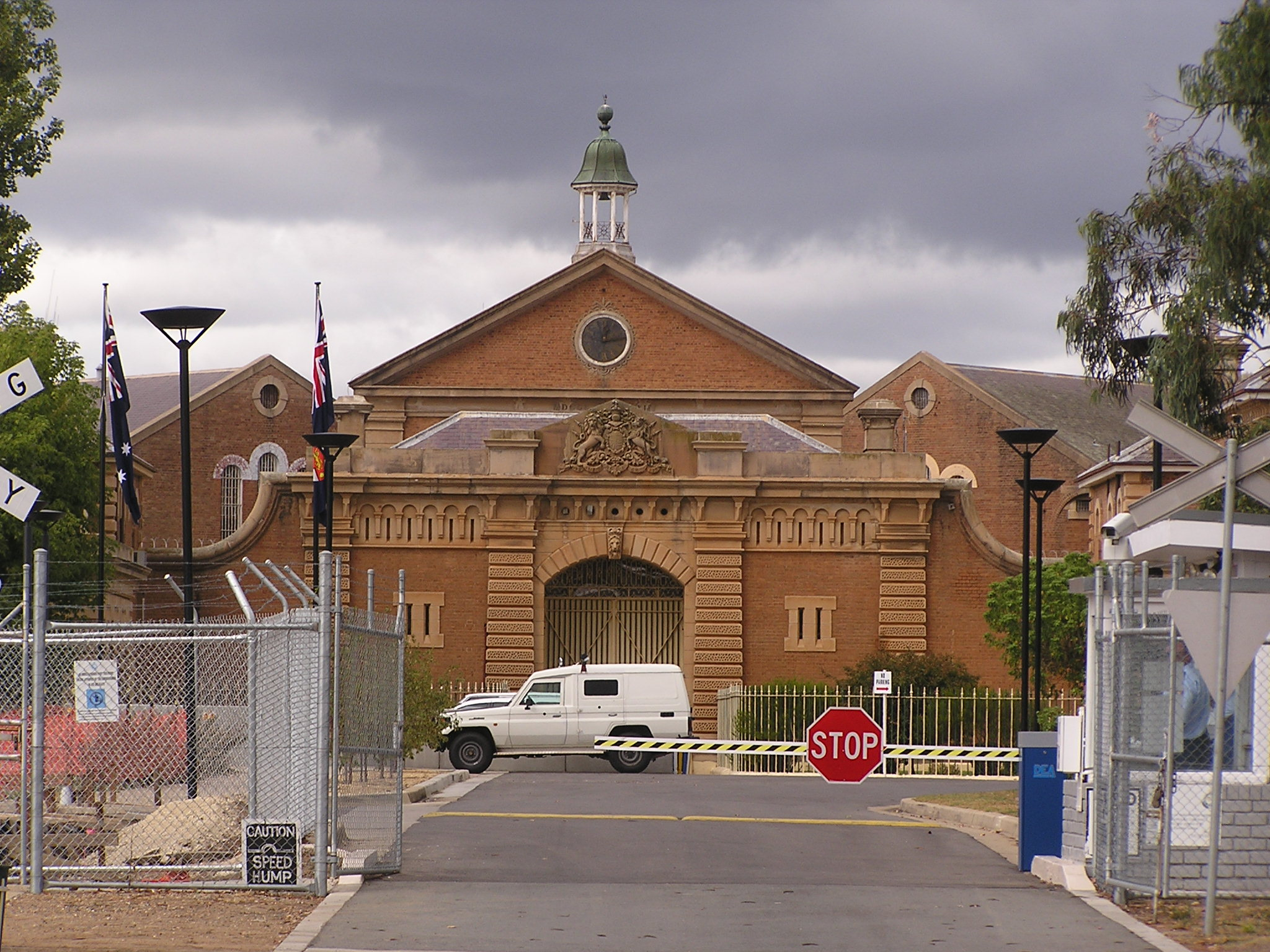
Věznice v Goulburnu, odkud Savvas v roce 1996 uprchl

George Savvas, celým jménem Andrew Georgious Savvas (25. prosince 1950 – 18. května 1997) byl australský zločinec, obchodník s drogami.
George Savvas byl podnikatel ve stavebnictví. Stal se i členem městské rady na předměstí Sydney v Marrickvilleu. Často se ale objevoval v odposleších hovorů osob podezřelých z obchodu s drogami a v jeho okolí docházelo k podezřelým událostem. Jeho bývalý obchodní partner Peter Papapetros raději opustil zemi poté, co došlo k výbuchu jeho ordinace. Když byl Savvas obviněn z podvodu, auto jednoho ze svědků rovněž vyletělo do povětří a Savvas byl osvobozen.
V roce 1987 byl v Marrickvilleu nalezen mrtev drogový dealer Barry McCann. Savvas byl podezřelý z jeho vraždy, ale u soudu byl osvobozen. Byl ale v roce 1990 konečně usvědčen a odsouzen k 25 letům vězení za plán dovézt do Austrálie heroin. V roce 1994 byl v dalším procesu uznán vinným z toho, že ve vězení opět plánoval pašování drog, a to heroinu z Bangkoku a kokainu z Jižní Ameriky. Jeho trest se tím prodloužil na více než 30 let.
V roce 1996 začal chystat plán na útěk z vězení v Maitlandu, ten byl ale odhalen a Savvase převezli do věznice v Goulburnu. 6. července 1996 se tam v době návštěv převlékl z vězeňského do civilního oblečení, nasadil si paruku a přilepil knír a z věznice bez zadržení odešel. Na útěku byl tři čtvrtě roku. V březnu 1997 ale obdržela policie v Sydney anonymní udání a Savvas byl zadržen přímo na večeři v luxusní japonské restauraci.
V roce 1997 policie odhalila další plán Savvase uprchnout z vězení v Maitlandu. 17. května byl Savvas a dva další vězni rozmístěni do jiných cel, aby se zabránilo jejich útěku. O den později byl Savvas nalezen v cele mrtvý, oběšený na dveřích cely na ručníku. Vyšetřování jeho smrti skončilo verdiktem sebevražda. Za motiv k sebevraždě byla označena ztráta nadějí na svobodu. O příčině jeho smrti ale dodnes panují spekulace.